# IFAF Oceanía
IFAF Oceanía (inglés: IFAF Oceania) es el organismo rector del fútbol americano de Oceanía y miembro de la Federación Internacional de Fútbol Americano (IFAF). IFAF Oceanía reemplazó en 2012 a la Federación de Oceanía de Fútbol Americano (inglés: Oceania Federation of American Football; OFAF).

## Miembros
- Australia
- Nueva Zelanda
- Samoa Americana
- Tonga